# 守谷市立けやき台中学校
守谷市立けやき台中学校（もりやしりつ けやきだいちゅうがっこう）は、茨城県守谷市けやき台五丁目に所在する市立中学校。1991年（平成3年）に守谷中学校から分離した、市内で最も新しい中学校である。

## 概要
ハンドボール部が強いことで全国的に有名な学校である。当部は毎年全国大会で上位入賞するなどの実績を持つ。

## 沿革
- 1991年（平成3年）4月1日 - 守谷町立守谷中学校より守谷町立けやき台中学校として分離開校。
- 2002年（平成14年）2月2日 - 市制施行により、守谷市立けやき台中学校に改称。
- 2014年（平成26年）- 校内完全バリアフリー化、全教室エアコン設置。
- 2015年（平成27年）3月 - 全教室に電子黒板を設置。

## 教育目標
『個性と創造性を富み 心豊かでたくましく生きる生徒の育成』

## 部活動

### 運動部
- 男子ハンドボール部
- 女子ハンドボール部
- テニス部
- サッカー部
- 野球部
- 男子バスケットボール部
- 女子バスケットボール部
- バレーボール部
- 卓球部
- 剣道部

### 文化部
- 吹奏楽部
- 美術部

## 学区
守谷市立高野小学校及び松ケ丘小学校の通学区域が学区となっている。当地域は新興住宅地常総ニュータウン南守谷のけやき台地区に位置し、同じく新興住宅地であるヒルズ美園もある。

## 制服
- 男子　
  - 冬服はブレザー、カッターシャツ、スラックスである。
  - 夏服はカッターシャツ、スラックスである。
- 女子　
  - 冬服はブレザー、ブラウス、スカートである。希望者はスラックスの着用もできる。
  - 夏服はブラウス、スカートである。希望者はスラックスの着用もできる。

## 交通
- 首都圏新都市鉄道つくばエクスプレス・関東鉄道常総線守谷駅徒歩15分
- 関東鉄道常総線南守谷駅徒歩17分
- 関東鉄道バス「けやき台六丁目」下車徒歩4分
- 守谷市コミュニティバス｢モコバス｣Bルート「松ケ丘一丁目」下車徒歩5分

## 出身者
- 藤田菜七子 - 中央競馬騎手
- 池辺大貴 - ハンドボール選手